# Hipologia

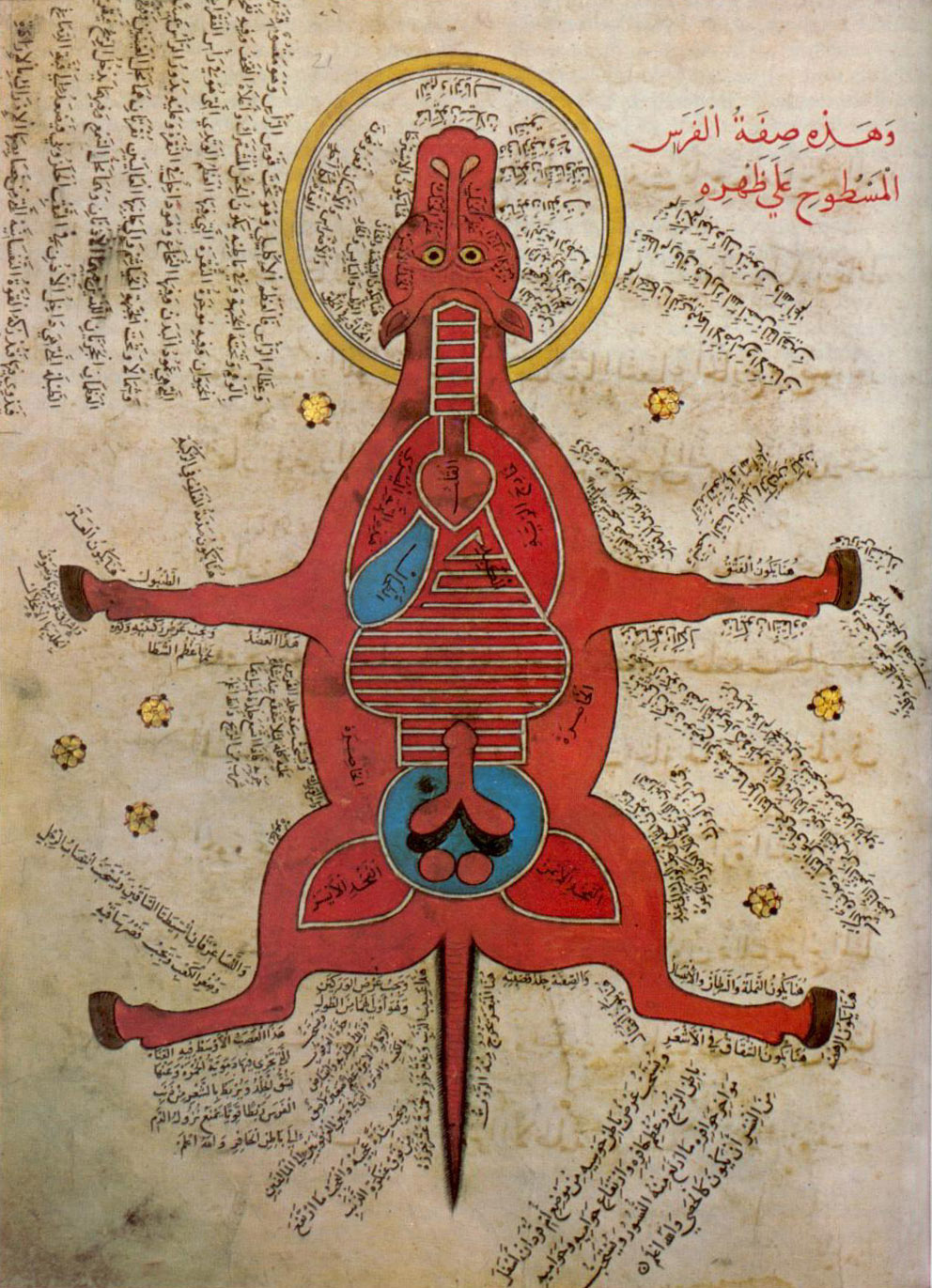
Anatomia d'un cavall en una representació de l'Egipte medieval

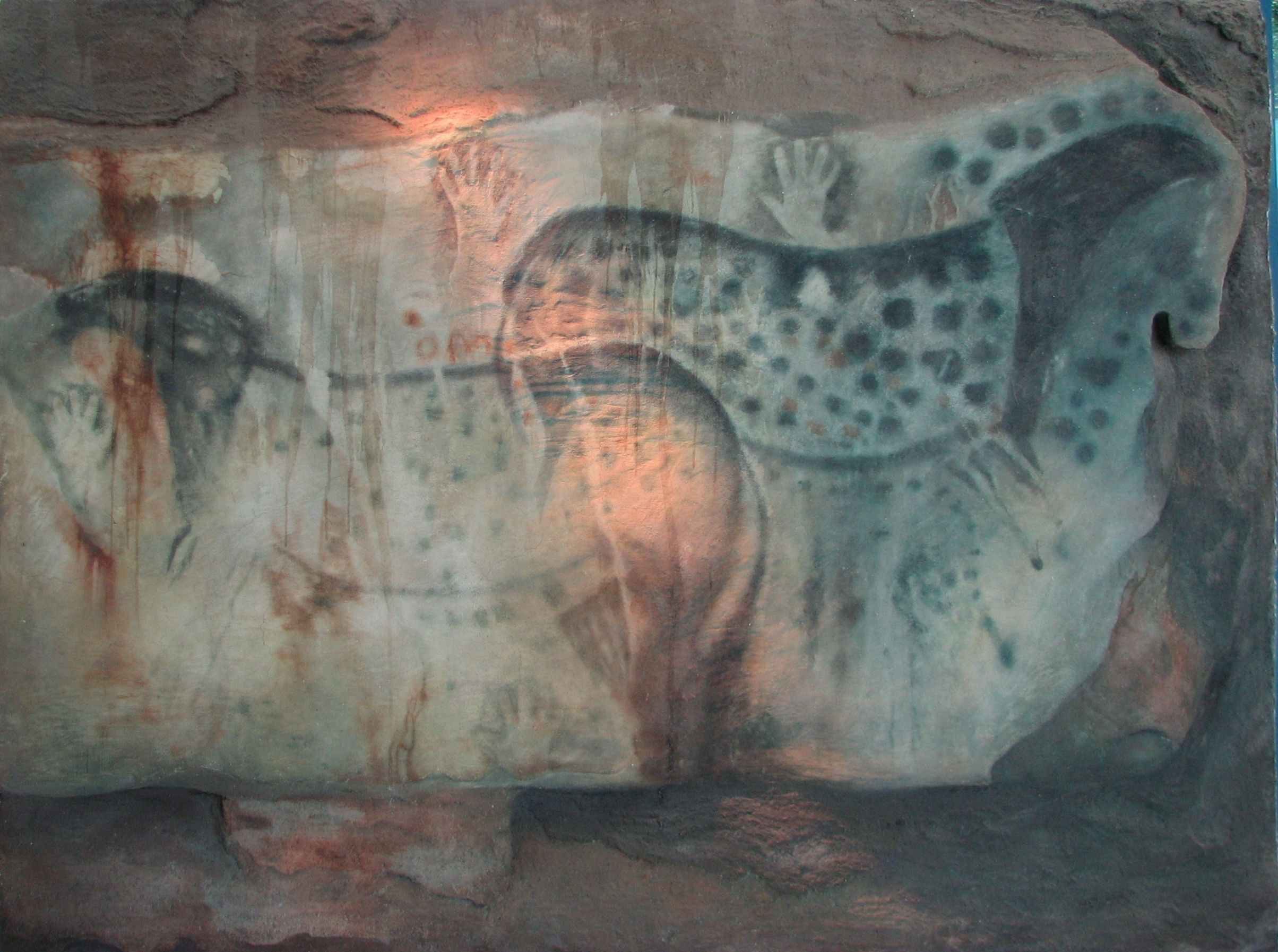
Cavalls pintats a la Cova de Pech Merle.

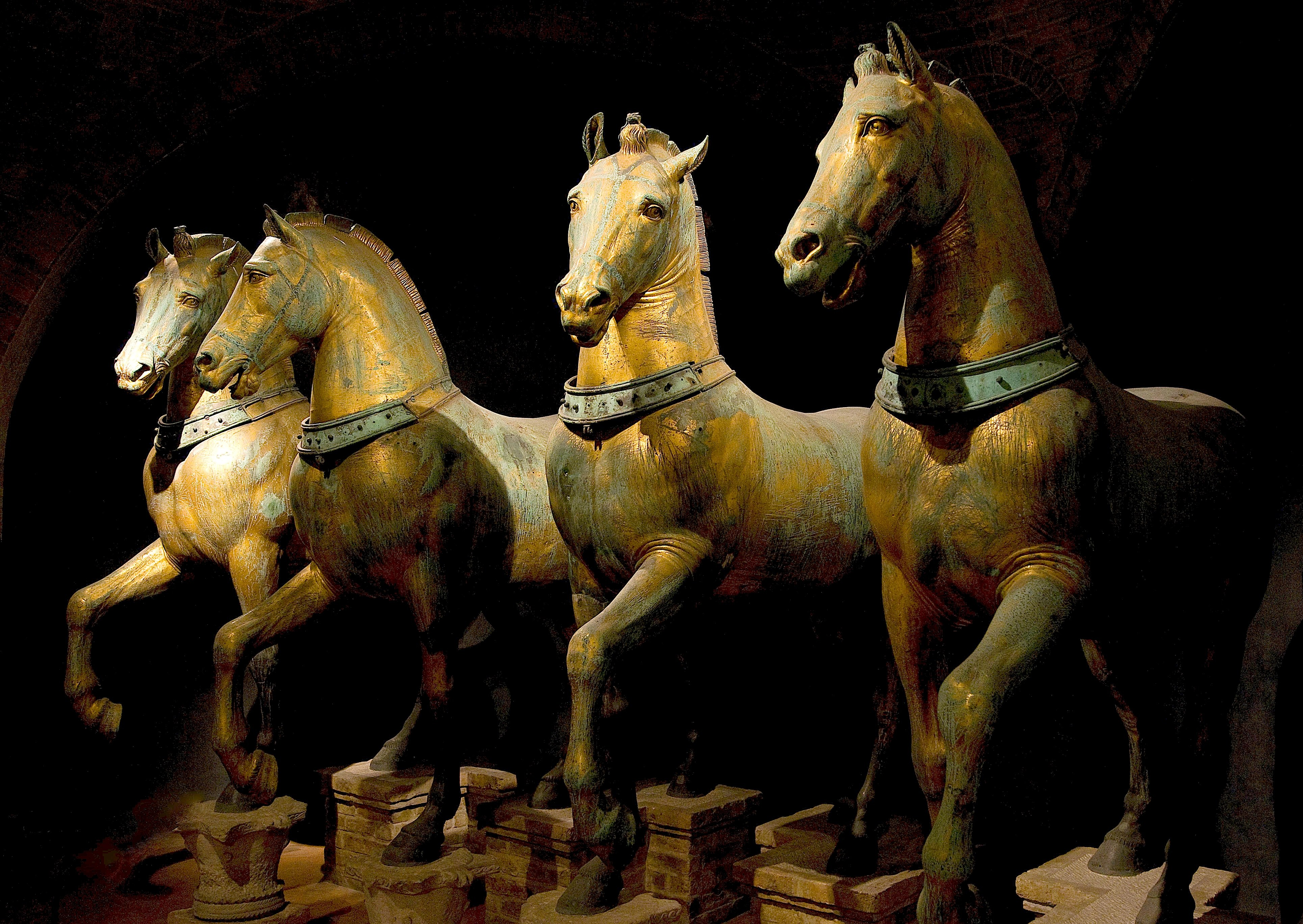
Cavalls originals al Museu de la basílica de Sant Marc

La hipologia - (del Grec hipos-Ἵππος = "cavall" i logos-λόγος = "paraula, pensament, raonament") o també ciència hípica, és la ciència que s'ocupa i estudia el cavall domèstic, la seva estructura, fisiologia, filogènia, reproducció i cria, incloent la història de la cultura relacionada amb el cavall.

## Obres
Les obres que tracten dels cavalls han estat, i encara són, molt nombroses al llarg del temps. Al costat d’obres tècniques i austeres hi ha llibres romàntics, mitològics i literaris. Potser menys precisos però més agradables de llegir. Hi ha tractats descriptius, de cria de cavalls, d’ensinistrament... També hi ha tractats científics; genètics, de veterinària, de psicologia animal.
La que segueix és una llista no exhaustiva de qualsevol obra que tracti de cavalls. De forma exclusiva o parcial. Ordenada cronològicament i amb comentaris eventuals. Sempre que ha estat possible s'ha inclòs un enllaç a l’obra original per tal de permetre una consulta directa.

### Edat antiga (fins any 499 dC)
- Kikkuli.[1][2]

- Simó atenenc.[3][4][5]

- Xenofont
  - Peri ippikes.[6]
  - Ἱππαρχικός, Hipparchikós.[7]

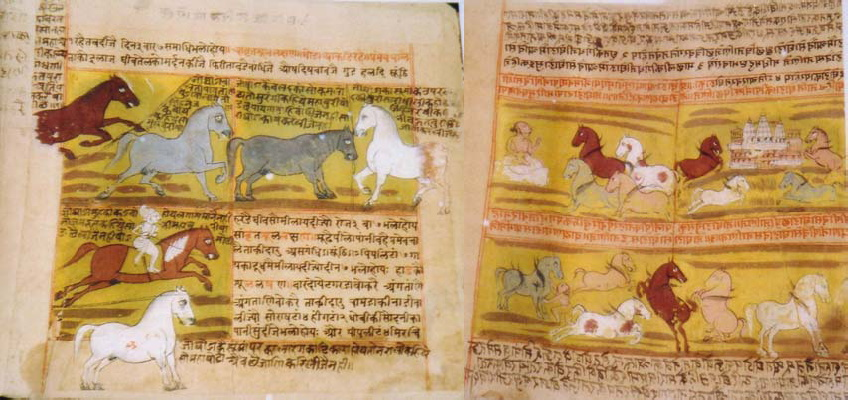
Pàgines d'un manuscrit de Shalihotra.

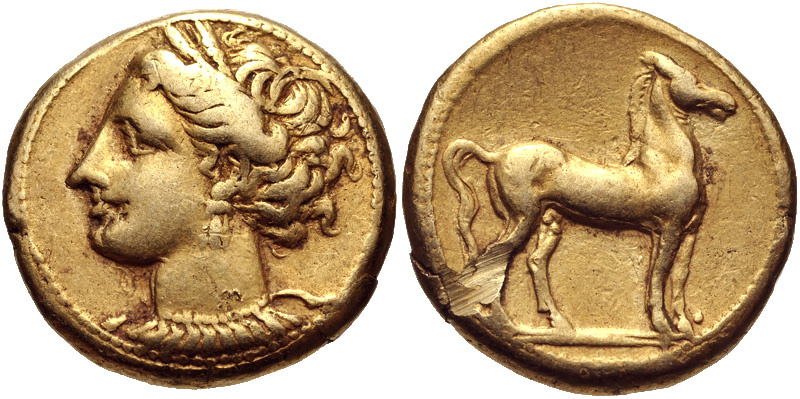
Cavall representat en una moneda cartaginesa (circa 310-290 aC)

- c250 aC. Shalihotra. Shalihotra samhita.[8]

- 37aC. Virgili
  - Geòrgiques
  - Eneida

- c330.Apsyrtus

- 379. Flavius Vegetius Renatus. Mulomedicina.[9][10]
  - Vegeci va detectar i descriure casos en cavalls d'Encefalopatia espongiforme bovina (la malaltia s'anomenava malleus en llatí).[11][12][13]
  - Parlant dels cavalls de curses, esmenta els millors:[10]

| « | Curribus Cappadocum gloriosa nobilitas : Hispanorum par vel proxima in circo creditur palma. Nec inferiores rope Sicilia exhibet circo, quamvis Africa Hispani sauguinis velocissimos praestare consueverit. | » |
| — Tothom admet la glòria en el circ dels cavalls capadocis, però els cavalls hispans mereixen una fama semblant. Tampoc Sicília no en produeix d'inferiors als anteriors, tot i que Àfrica acostuma a oferir cavalls molt veloços de sang hispana., Digesta artis mulomedicinæ. Flavius Vegetius Renatus. | |   |

- 480.  Pal·ladi. Opus agriculturae.[14]
  - Text complet en llatí d'Opus agriculturae (llatí)
  - Traducció a l'anglès de Pal·ladi Arxivat 2019-08-03 a Wayback Machine. (anglès)
  - 1853. Traducció italiana. Volgarizzamento del trattato di agricoltura di Rutilio Tauro Emiliano.[15]

### Període anys 500-1500
- 635. Isidor de Sevilla. Originum s. Etymologiarum Libri XX.[16]

- 1325. Ferrer Saiol. Traductor al català de l’obra de Pal·ladi (vegeu any 480).[17]

- 1333. Nâçerî. Le Nâcérî. La perfection des deux arts, ou Traité complet d'hippologie et d'hippiatrie arabes.
  - Première partie.[18]
  - Deuxième partie: Hippologie.[19]
  - Deuxième partie: Hippiatrie.[20]

- 1342. Lorenzo Rusio. Mascalzia.[21]

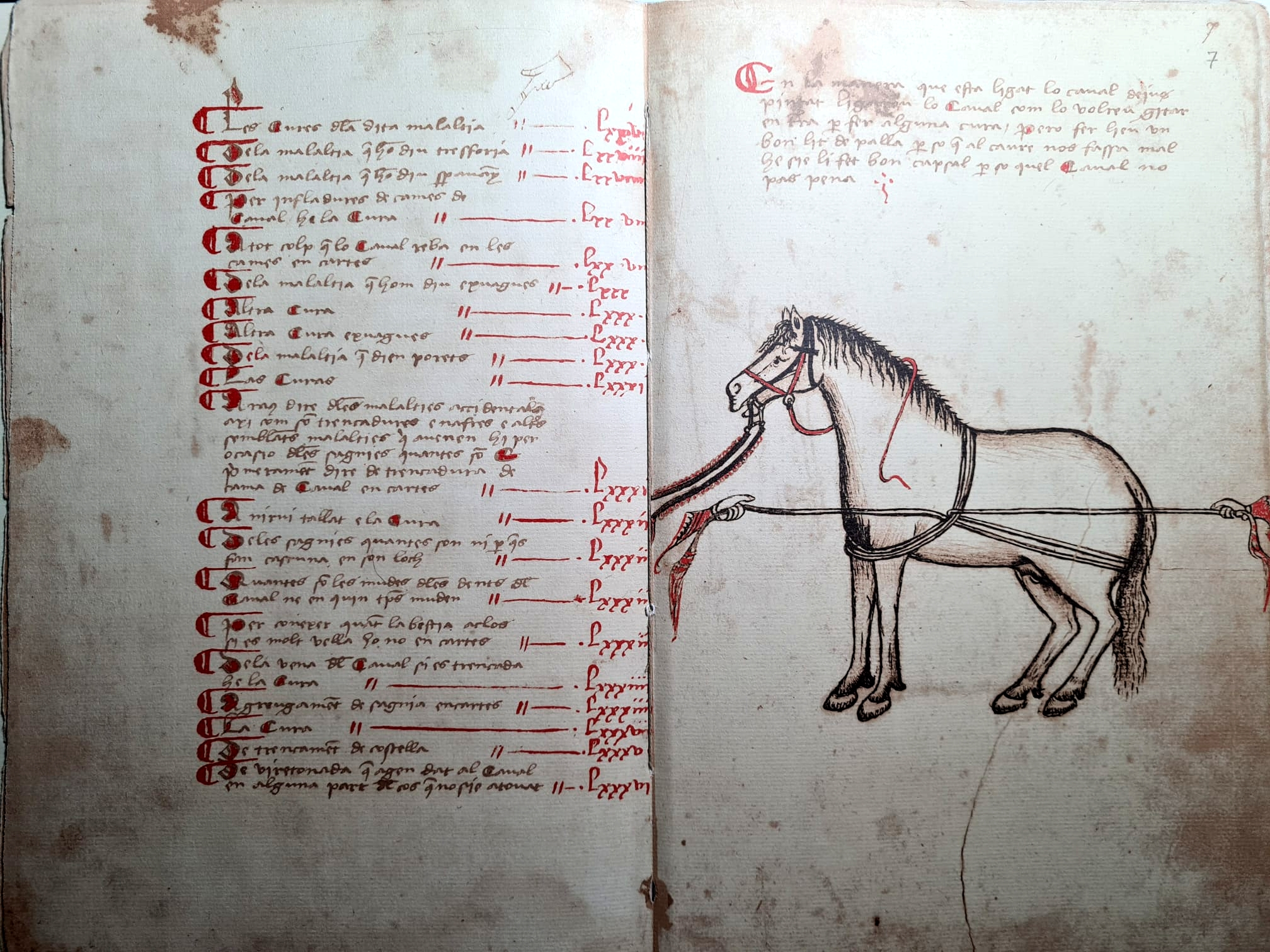
Llibre de Menescalia. Manuel Dieç (1436).

- 1436. Manuel Dieç. Llibre de Manescalia.[22][23][24]
  - L’obra de Dieç fou presentada, en forma manuscrita i en català, a la cort d’Alfons el Magnànim a Nàpols. La seva difusió fou molt gran. Les edicions impreses foren les següents: 1495 (traduïda al castellà, a (Saragossa); 1498 (Saragossa); 1499 (Saragossa); 1500 (Valladolid); 1507, 1511, 1515 (Toledo); 1530 (Burgos); 1545 (Saragossa); una re-traducció al català fou publicada a Barcelona els anys 1515 i 1530.[25]
  - Els primers manuscrits catalans presentaven els pelatges "bayo" i "tord" que foren incorporats a la terminologia castellana de pelatges ("bayo", "tordo") i encara són usats actualment.

- 1438. Duarte I de Portugal. Livro da ensinança de bem cavalgar toda sela que fez El-Rey Dom Eduarte de Portugal e do Algarve e senhor de Ceuta.[26]

### Període anys 1500-1600

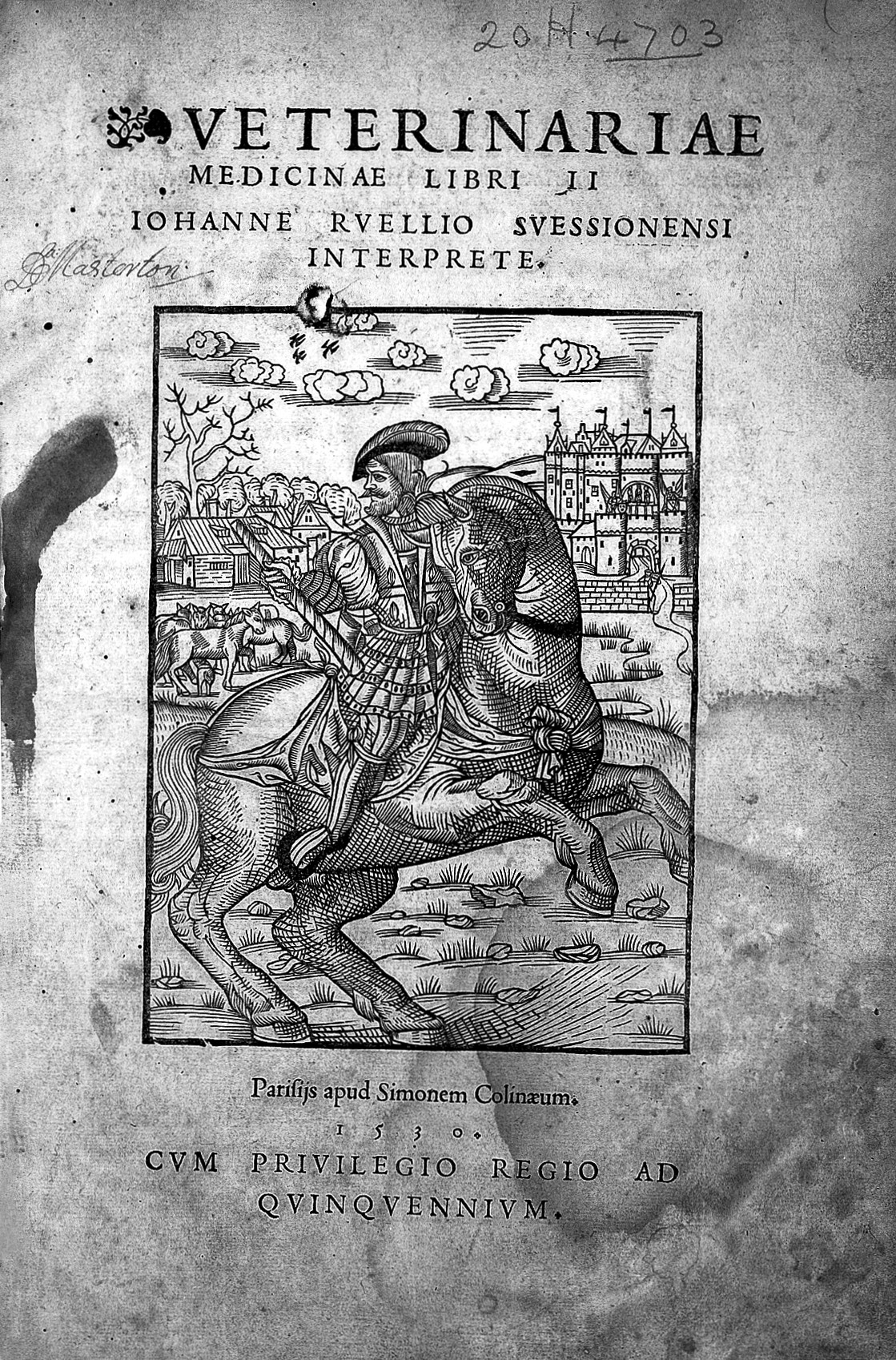
Jean Ruel. Veterinariae medicinae.

- 1524. Libro de la natura de li cavalli. Et del modo di rivelarli, medicarli et ...[27]

- 1530. Jean Ruel. Veterinariae medicinae libri II.[28]

- 1541. Ferran I de Nàpols. Extratto da un libro de razza da cavalli del re Ferrante vechio de Aragona.[29]
  - Manuscrit consultable a la referència adjunta.[30]

- 1547. Agostino Colombre. Della natura de Cavalli, et del modo di medicare.[31]

- 1548. Opera della Medicina de cavalli.[32]

- 1551. Federico Grisone. Gli ordini di cavalcare.[33]

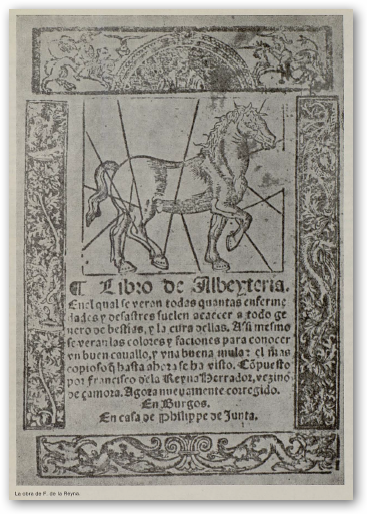
Portada del Libro de Albeyteria de Francisco de la Reyna (edició de 1546)

- 1552. Costantino Castriota. Il sapere vtil'e diletteuole.[34]
  - Aquesta obra de temàtica variada tracta, entre altres coses, de: la natura del cavall, cavalls famosos, equitació, pelatges i marques dels cavalls.

- 1562. Francisco de la Reina. Libro de Albeyteria.[35]

- 1567. Pasqual Caracciolo. La Gloria del Cavallo.[36]

- 1567-1572. Hernán Ruiz de Villegas. Tratado de cauallería a la gineta.[37]

- 1569. Libro de marchi de cavalli con li nomi de tutti li principi et privati signori che hanno razza di cavalli.[38]

- 1572, Pedro de Aguilar. Tractado de la cavalleria de la gineta.[39]

- 1573. Claudio Corte da Pavia. Il Cavallerizzo di Claudio Corte da Pavia: nel qual si tratta della natura de caualli, delle razze, del modo di gouernarli, domarli & frenarli.[40]

- 1580. Pedro Fernandez de Andrada . De la naturaleza del cavallo : en que estan recopiladas todas sus grandezas : juntamente con el orden que se a de guardar en el hazer de las castas y criar delos potros : y como se an de domar y enseñar buenas costumbres y el modo de enfrenarlos y castigarlos de sus vicios y siniestros / compuesto por Pedro Fernandez de Andrada, vezino de Seuilla.[41]

- 1580. Juan Suárez de Peralta. Tratado de la jineta y de la brida.[42]

- 1580. Francisco de la REYNA. Libro de Albeyteria, en el qual se veran todas quantas enfermedades y desastres suelen acaescer a todo genero de bestias ...[43]

- 1598. Carlo Ruini. Anatomia del Cavallo.[44]

- 1599. Pedro Fernández de Andrada. Libro de la gineta de España.[45]

- 1599. Jean Heroard. Hippostologie, c'est a dire, discours des os du cheval.[46]

### Període anys 1600-1700
- 1600. Bernardo de Vargas Machuca. Libro de Exercicios de la Gineta.[47]

- 1606. Giovanni de Gamboa. La Raggione dell'arte del caualcare.[48]

- 1609. Nicholas Morgan (of Crolane). The Perfection of Horse-Manship, Drawne from Nature, Arte, and Practise, Etc.[49]

- 1610. Federico Grisone. L'ESCVIRIE DV FEDERIC GRISON GENTILHOMME NAPOLITAIN.[50]

- 1616. Pedro Fernandez de Andrada. Nueuos discursos de la gineta de España sobre el uso del cabeçon.[51]
  - Aquesta obra indica l'antiguitat en l'ús del cabestre per a ensinistrar cavalls a Andalusia. El cabestre ja s'emprava en altres indrets i tindria una gran importància en la doma de cavalls a Califòrnia (“jáquima” en castellà, “hackamore” en anglès). Vegeu Picador de cavalls.

- 1620. Piero-Antonio Ferraro. Cavallo frenato.[52]

- 1623. Ulisse Aldrovandi. De quadrupedibus solidipedibus.[53]

- 1623. Antoine de Pluvinel. Le maneige royal.[54]
  - 1625. L'instruction du roy en l'exercice de monter a cheval.[55]

- 1628. Cesare Fiaschi. Trattato dell'imbrigliare, atteggiare, & ferrare caualli.[56]

- 1642. José Micheli y Márquez. Tesoro militar de cavalleria.[57]
  - Aquesta obra tracta de la cavalleria relacionada amb la noblesa. Fou dedicada a Nicolàs de Cardona.

- 1642. Luís Pacheco de Narváez. Advertencias para la enseñanza de la filosofia, y destreza de las armas, assi à pie, como à cavallo.[58]

- 1643. Gregorio de Tapia y Salzedo. Exercicios de la Gineta.[59]

- 1650. Giovanni Battista di Galiberto. Il Cavallo da maneggio: Libro dove si tratta della nobilissima virtu del cavalcare, ... diviso in tre parti..[60]

- 1657. Fernando Calvo. Libro de albeiteria: en el qual se trata del cavallo, mulo y iumento.[61]

- 1661. Almerico Emilii da Pesaro. Avertimenti di cavalcare, dialoghi divisi in 8 giornate.[62]

- 1669. Francesco Liberati Romano. La perfettione del cavallo: libri tre.[63]

- 1671. Sieur Delcampe. Le Noble Art de monter à Cheval: augmenté d'une seconde partie des Remedes les plus efficaces pour les Maladies des Cheveaux par Samuel Fouquet.[64]

- 1672. Gerónimo Cortés. Libro, y Tratado de los Animales Terrestres, y Volatiles.[65]

- 1678. Antonio GALVÃO D'ANDRADE. Arte da Cavallaria de Gineta e Estardiota, bom primor de ferrar, & alueitaria.[66]

- 1687. Georg Simon Winter. TRACTATIO NOVA ET AUCTIOR DE RE EQUARIA...[67]

- 1687. Andrew Snape. The anatomy of an horse.[68]

- 1690. Vincenzo Auria. La giostra, discorso historico, del dottor d. Vincenzo Auria, palermitano.[69]

### Període anys 1700-1800
- c1700. Johann Georg de Hamilton (1672 – 1737). Pintor de cavalls i d’escenes de caça. A més dels documents escrits, dibuixos, pintures, escultures, monedes, medalles, etc...formen part de la cultura del cavall.

|  |  |  |

- 1705. Gregorio de Zuñiga y Arista. Doctrina del cavallo y arte de enfrenar.[71]

- 1717. Fernando de Sande y Lago. Compendio de Albeyteria sacado de diversos autores.[72]

- 1723. Giuseppe d’Alessandro. Opera di Giuseppe d’Alessandro duca di Peschiolanciano.[73]

- 1729. Francisco García Cabero. Veterinaria apologética: curación racional de irracionales.[74]

- 1734. Johann Christoph Haynisch. De veterum Saxonum equestribus ludis, quos torneamenta vocant breviter ...[75]

- 1735. Bartolomé Guerrero Ludeña. Arte de herrar Cavallos: aora nuevamente compuesto en dialogo.[76]

- 1736. François Robichon de La Guérinière. École de cavalerie: contenant la connoissance, l'instruction et la conservation du cheval.[77]
  - Éléments de cavalerie.[78]

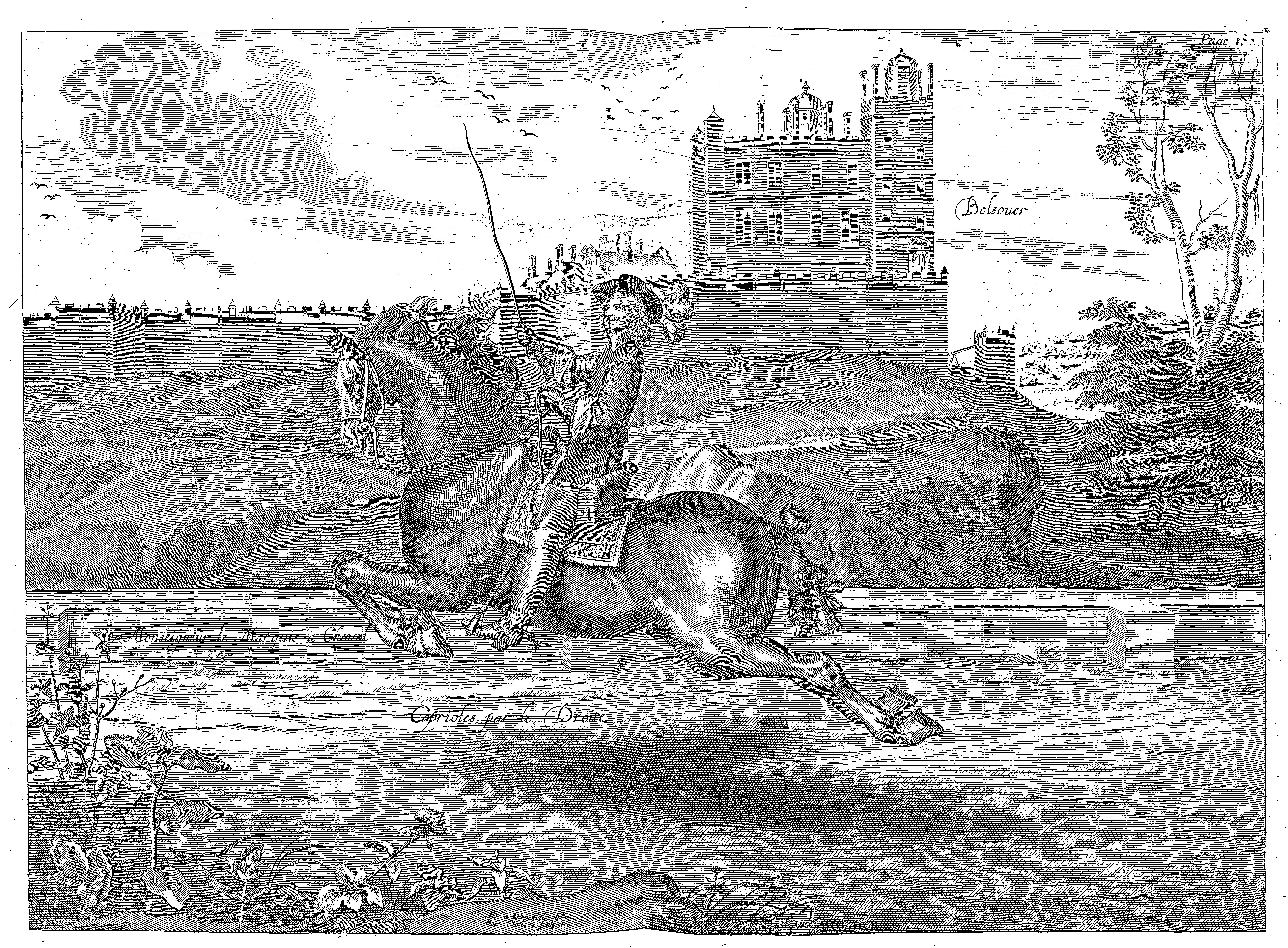
Cavendish - L’Art de dresser les chevaux, 1737-pàgina 193.

- 1737. William Cavendish duc de Newcastle. Méthode et invention nouvelle de dresser les chevaux.[79]

- 1740. William CAVENDISH (Duke of Newcastle). A New Method and Extraordinary Invention to Dress Horses.[80]

- 1744. Sebastián ROBREDO y VILLARROYA. Observaciones prácticas de albeyteria.[81]

- 1751 Antoine de Pluvinel. Breve methodo de mandar los cavallos, y traerlos a la mas justa obediencia.[82]

- 1757. José Arcos y Moreno. Real Ordenanza de Cavalleria del Reyno.[83]

- 1759. Baron d' Eisenberg. L'art de monter à cheval, ou Description du manege moderne[84]

- 1775. Philippe Etienne Lafosse. Dictionnaire Raisonné D'Hippiatrique, Cavalerie, Manège Et Maréchallerie.[85]

- 1780. Paul-Gédéon Joly de Maizeroy. Tableau générale de la Cavalerie Grecque: composé de deux Mémoires et d'une traduction du Traité de Xenophon, intitulé le Commandant de la Cavalerie avec des notes...[86]

- 1781. Carlo Giovanni Brugnone. Trattato delle razze de' cavalli.[87]

- 1782. Francesco Locatelli. Il dilettante de' cavalli. Dato in luce sotto il nome di saggio sopra le ...[88]

- 1790. Manoel Carlos de Andrade. Luz da liberal e nobre arte da cavallaria.[89]

- 1793. Segismundo Malats. Elementos de veterinaria que se han de enseñar a los alumnos del Real Colegio de Veterinaria de Madrid.[90]

### Període anys 1800-1900
- 1802. Francesco BONSI . Regole per conoscere perfettamente le bellezze e i difetti de'cavalli ...[91]

- 1807. Philippe Etiènne Lafosse. Curso de hippiatrica ó Tratado completo de la medicina de los caballos.[92]

- 1810. Pierre-Jean-Baptiste Nougaret. Histoire des chevaux célèbres: contenant un recueil des anecdotes relatives ...[93]

- 1812. Angelo Poliziano. Stanze di messer Angelo Poliziano per la giostra del magnifico Giuliano di Piero de' Medici.[94]

- 1813. Serafino SIEPI. Della equitazione muliebre. Discorso filosofico, etc.[95]
  - "Muliebre" significa pertanyent a les dones. L'obra és un interessant tractat sobre l'equitació femenina.

- 1816. Rene-Julien Chatelain. Memoire sur les chevaux arabes.[96]

- 1818. Jordani Ruffi Calabriensis. Hippiatria.[97]

- 1819. Charles d’Hozier. De l'aurigie: ou, Méthode pour choisir, dresser et conduire les chevaux de carrose, de cabriolet et de chaise.[98][99]

- 1821. Pierre-Jean-Baptiste Nougaret. Histoire des chevaux célèbres contenant un recueil des anecdotes relatives à ce noble animal.[100]

- 1824. Carlo Lessona . Del cavallo: nozioni elementari.[101]

- 1825. Claude Bourgelat. Trattato delle razze de cavalli. Opera inedita del professore Bourgelat ...[102]

- 1830. Thomas Brown. Biographical Sketches and Authentic Anecdotes of Horses: And the Allied ....[103]

- 1831. Nimrod. Remarks on the condition of hunters, the choice of horses, and their management.[104]

- 1832. Claude Bourgelat. Traité de la conformation extérieure du cheval.[105]

- 1832. Nicolás Casas de Mendoza. Elementos del esterior del caballo y jurisprudencia veterinaria.[106]

- 1832. Oscar Rudolph Gleason. Gleason's Horse Book: The Only Authorized Work by America's King of Horse ...[107]

- 1840. Guillermo Sampedro. Novísimo cabero ó Instituciones de albeitería arregladas las ideas modernas ...[108]

- 1841. Charles Hamilton Smith, Conrad Gessner. The Natural History of Horses: The Equidae Or Genus Equus.[109]

- 1845. Eugène Gayot. Etudes hippologiques.[110]

- 1847. Rollo Springfield. The Horse and His Rider, Or, Sketches and Anecdotes of the Noble Quadruped ...[111]

- 1848. Ephrem Houël. Histoire du cheval chez tous les peuples de la terre: depuis les temps les plus anciens jusqu'a nos jours.[112]

- 1849. Richard Lamb Allen. Domestic Animals: History and Description of the Horse, Mule, Cattle, Sheep…[113]

- 1851. Serafin-Maria de Sotto Conde de Clonard. Historia orgánica de las armas de infantería y caballería españolas ...[114]

- 1851. Pietro de' Crescenzi. Trattato della agricoltura di Piero de' Crescenzi: traslato nella favella ...[115]

- 1852. Lewis Edward Nolan. The Training of Cavalry Remount Horses: A New System.[116]
  - El capità Nolan va participar i morir en la Càrrega de la Brigada Lleugera. La seva actuació en la batalla ha estat controvertida.

- 1854. A. Le Clercq. De l'origine commune des chevaux arabes et des chevaux barbes.[117]

- 1854. J. Mazoillier. Les chevaux arabes de la Syrie.[118]

- 1855. Eugène Daumas. Le cheval de guerre.[119]
  - L'obra indica que els millors cavalls de guerra eren, en la seva època, l'àrab, el barbaresc,el cavall llemosí (desaparegut), el cavall polonès i l'espanyol de muntanya (andalús de Ronda i semblants).

- 1856. Ramón Llorente Lázaro. Compendio de la Bibliografia de la veterinaria española: con algunas noticas...[120]

- 1857. Eugene Daumas. Les chevaux du Sahara et les moeurs du desert.[121]

- 1857. Henry William Herbert. Frank Forester's Horse and Horsemanship of the United States and ...[122]

- 1858. José de Mesa y Pastor. El Caballo español considerado como caballo de guerra.[123]

- 1860. Robert Jennings. The Horse and His Diseases: Embracing His History and Varieties, Breeding and Management and Vices; with the Diseases to which He is Subject, and the Remedies Best Adapted to Their Cure.[124]

- 1860. Alexis Étienne Joseph Guérin. Dressage du cheval de guerre: suivi du dressage des chevaux rétifs des des sauteurs aux piliers et en liberté.[125]

- 1861. Santiago W. Williams. Arte de amansar i domar caballos i mulos: de quitarles sus vicios i darles ...[126]

- 1863. Eugène Daumas. The Horses of the Sahara and the Manners of the Desert.[127]

- 1863. Juan Abdón Nieto y Martín. Arte de herrar teórico y práctico...[128]

- 1865. Pietro Delprato. Preliminari ai Trattati di mascalcía attribuiti as Ippocrate tradotti dall’ arabo in latino.[129]

- 1866. William Youatt, Isambard Kingdom Brunel (revisat i ampliat per William Watson). The Horse ... With Treatise on Draught. [By Isambard Kingdom Brunel.] Revised and Enlarged by William Watson.[130]

- 1868. Horses and Donkeys. True stories for young children.[131]

- 1872. Eugène Lemichel. Le cheval et le mulet: Caractères-organisation-races-hygiène.[132]

- 1875. Pascual de Gayangos. Memorias del cautivo en la goleta de Túnez, el alférez Pedro de Aguilar (Inclou “Pintura de un potro”).[133]

- 1877. Luis de Bañuelos y de la Cerda. Libro de la jineta y descendencia de los caballos Guzmanes.[134]

- 1881. Théophile de Saincthorent. Études sur les chevaux du Limousin, de l'Auvergne et de la Marche, par le commandant de Saincthorent.[135]

- 1881. Miguel Badillo. Origen del caballo y la caballería: estudio militar.[136]

- 1884. Edward Mayhew. The Illustrated Horse Management.[137]

- 1887. Frederick Henry Huth. Works on Horses and Equitation: A Bibliographical Record of Hippology.[138]
  - Bibliografia molt extensa ordenada cronològicament. Cita més de 8000 obres.

- 1888. James Harvey Sanders. Horse-breeding: Being the General Principles of Heredity Applied to the Business of Breeding Horses.[139]

- 1889. Matthew Horace Hayes. Illustrated Horse Breaking.[140]

- 1892. S. Sidney, George Fleming, James Sinclair, William Charles Arlington Blew. The Book of the Horse.[141]

- 1893. Samuel Sidney. The Book of the Horse.[142]

- 1893. William John Gordon. The Horse-world of London.[143]

- 1893. Samuel Sidney. The Book of the Horse.[144]

- 1894. Eugenio Martinengo Cesaresco. L'arte di cavalcare, con aggiunta, il cavallo attaccato alla carrozza.[145]

### Període 1900-1999
- 1904. Enrique de Leguina. Torneos, jineta, rieptos y desafíos.[146]

- 1908. Basil Tozer. The horse in history.[147]

- 1915. Luís Azpeitia de Moros. En busca del caballo árabe: Comisión á Oriente. Turquia.--Siria.--Mesopotamia.—Palestina.[148][149]

- 1967. Carl Reinhard Raswan, Ursula Guttmann. Les chevaux arabes.[150]
  - L'obra explica les diferents races i famílies dels cavalls àrabs del desert i el concepte "asil", amb el sistema de cria tradicional basat en la genealogia de les egües.

- 1977. Ibn Hudayl. Gala de caballeros, blasón de paladines. Traducció de Mª Jesús Viguera.[151]
  - L'obra original és un tractat nazarí de Furûsiyya. Amb molts capítols dedicats als cavalls i l'equitació.

- 1985. Ellen B. Wells. Horsemanship: A Bibliography of Printed Materials from the Sixteenth Century Through 1974.[152]
  - Bibliografia.

### Període 2000 fins a l'actualitat
- 2004. Mohamed Mehdi HAKIMI. Tesi de doctorat: TRADUCTION DU TRAITE COMPLET DES DEUX ARTS EN MEDECINE VETERINAIRE : HIPPOLOGIE ET HIPPIATRIE. (LE NACERI).[153]

- 2005, Galeazzo Nosari, Franco Canova. I cavalli Gonzaga della raza de la casa: allevamenti e scuderie di Mantova nei secoli XIV-XVII.[154]

- 2006. Bernadette Barrière, Nicole de Blomac. Cheval limousin, chevaux en Limousin.[155]

- 2007. Anne McCabe. A Byzantine Encyclopaedia of Horse Medicine: The Sources, Compilation, and Transmission of the Hippiatrica.[156]

- 2010. Benedetto Salamone. La razza reale di Ficuzza.[157]

- 2015. Bernadette Lizet. La bête noire: À la recherche du cheval parfait.[158]